# Orocrambus fugitivellus
Orocrambus fugitivellus là một loài bướm đêm trong họ Crambidae.